# Postodius zelleri
Postodius zelleri is een vlokreeftensoort uit de familie van de Odiidae. De wetenschappelijke naam van de soort is voor het eerst geldig gepubliceerd in 1999 door Berge, Coleman & Vader.